# Commandos de France
Le groupe des commandos de France, futur 3e bataillon de choc, est une ancienne unité parachutiste de l’armée de terre française, créée en mai 1944 à Staoueli et dissoute le 1er octobre 1945 afin de constituer le 3e bataillon du 1er régiment d'infanterie de choc aéroporté de la 24e division aéroportée.

## Création et différentes dénominations
- Mai 1944 : création du groupement des commandos de France en Algérie française.
- 17 août 1944 : débarque en France à Saint-Tropez (Var). Un "Détachement Spécial" sera constitué et accomplira des missions de renseignement et de harcèlement. Ils seront les premiers Français à engager les troupes allemandes en Provence (aux Pennes-Mirabeau dans les Bouches-du-Rhône).
- 1er janvier 1945 : devient le 3e bataillon de choc et, avec le bataillon de choc[1], forme le 1er groupement de choc.
- 1er octobre 1945 : dissolution du 3e bataillon de choc. L'unité devient avec le 4e bataillon de choc, le 3e bataillon du 1er régiment d'infanterie de choc aéroporté (1er RICAP).

Note : créées en juin 1943 en Algérie, les formations dites de choc, aptes à mener des actions de guérilla ou de commandos et chargées d’apporter leur aide aux organisations de résistance en France, sont regroupées début 1945 en trois groupements de bataillons de choc ou groupements de choc comportant deux bataillons chacun :
- 1er groupement de bataillons de choc commandé par le lieutenant-colonel Gambiez
  - le 1er bataillon de choc composé du bataillon de choc (qui prend le numéro 1)
  - le 3e bataillon de choc composé des commandos de France
- 2e groupement de bataillons de choc commandé par le commandant Quinche
  - le 2e bataillon de choc composé du bataillon Janson de sailly (ou bataillon de gayardon)
  - le 4e bataillon de choc composé du commando de Cluny
- 3e groupement de bataillons de choc commandé par le lieutenant-colonel Bouvet
  - le 5e bataillon de choc composé des commandos d'Afrique
  - le 6e bataillon de choc composé des commandos de Provence

## Historique des garnisons, campagnes et batailles

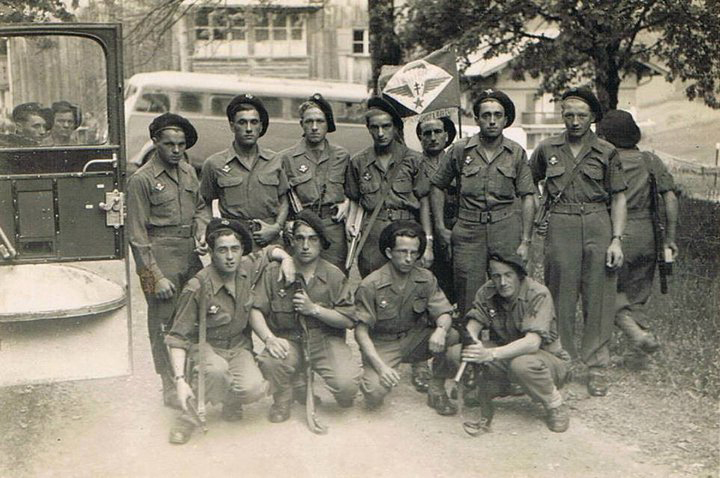
Éléments des commandos de France - Juin 1945 à Immenstadt, Allemagne. (Collection privée Burgé.M).

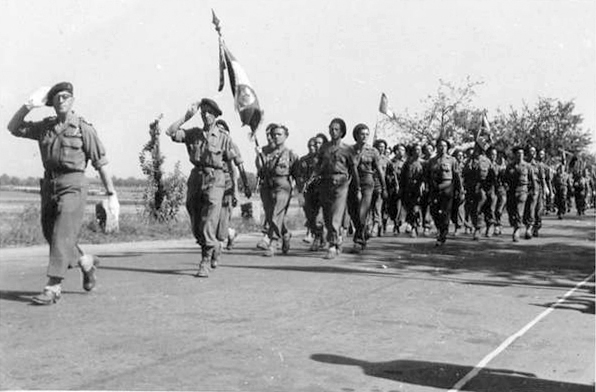
Été 1945 Ravensburg (Allemagne), le lt-colonel Gambiez défile en tête du 1er groupement de Choc

Créés à l'initiative de trois délégués à l'Assemblée consultative d'Alger : Henri d'Astier de la Vigerie, Louis Vallon et René Cerf-Ferrière, les commandos de France ont pour but premier d'être parachutés en France pour aider les maquis. Ils sont également destinés à encadrer et former militairement les jeunes, voire très jeunes évadés de France, généralement par l'Espagne et le camp de Miranda.
Construits sur le modèle des Commandos d'Afrique qui se battent déjà depuis plusieurs mois, ils reçoivent à Staoueli un entraînement spécifique (parachutisme, sabotage, armes blanches…) qui les destine non pas aux combats d'infanterie de front, mais aux missions d'infiltration en territoire ennemi, d'attaques par surprise et de coups de main par petites unités.
L'encadrement de l'unité est au début constitué par des cadres provenant du bataillon de Choc qui accompagnent le lieutenant-colonel Gambiez. Les jeunes commandos doivent former une unité à l'image du Choc, le commando est d'ailleurs donné comme étant l'unité sœur du bataillon.
Malgré l'appui de de Lattre, l'embarquement pour la France tarde en raison des fortes réticences américaines. Le chef d'escadron d'Astier de la Vigerie s'embarque secrètement sur un vieux voilier, le Marietta Madre, avec une quarantaine d'hommes pour débarquer à Saint Tropez à la mi-Août : ce sera le détachement spécial qui mènera une série de missions et de combats de commando avant de rejoindre le reste de l'unité et d'être anéanti à Durrenentzen.
Au départ, l'unité se compose de trois commandos légers à quatre pelotons de 25 hommes chacun et de deux commandos lourds ou commandos d'accompagnement, moins nombreux et plus lourdement armés. Le 1er commando lourd du capitaine Fournier, transporté en Corse, rejoindra seul la France le 11 septembre et fonctionnera généralement en appui du bataillon de Choc.
En septembre 1944, les commandos de France, aux ordres du commandant Vallon, forment avec le bataillon de Choc la demi-brigade de Choc dont le commandement est confié au lieutenant-colonel Gambiez.
D'abord mise à disposition du 2e corps d'armée du général de Monsabert, la demi-brigade est intégrée le 1er novembre au Groupement Tactique n°4 du général Bonjour.
Le commandant de Foucaucourt remplace le commandant Vallon rappelé à Paris.
Les commandos de France participent aux combats qui ouvrent la route de Belfort : le 3 novembre 1944 ils combattent au Haut du Tôt (Vosges), où ils sont utilisés en attaque frontale d'infanterie avec un soutien d'artillerie insuffisant et face à un ennemi bien retranché et à forte puissance de feu, d'où de lourdes pertes. Plus tard, ils sont à nouveau engagés à Essert.
Ils rejoignent ensuite la 1re DFL qui doit s'emparer des débouchés de Haute-Alsace : ce sont les combats de Masevaux et de Thann, l'occupation du Hundsrück, où les patrouilles de nuit dans des forêts remplies de mines provoquent également de lourdes pertes.
Ces combats se déroulent dans un pays dévasté, l'hiver est là, les cantonnements parfois inexistants, les équipements insuffisants, les moyens de transport quasi inexistants, la vie quotidienne pénible.
Ils vont ensuite participer aux combats de la poche de Colmar, défendue avec acharnement par les Allemands car c'est le dernier passage sur le Rhin pour leurs armées en retraite.
Le commandant Henri d'Astier de la Vigerie remplace le commandant de Foucaucourt. Les commandos sont réorganisés et renforcés par un apport de jeunes résistants, un 4e commando est alors créé.
Le 31 janvier, ils sont lancés à l'attaque du village de Durrenentzen, fortement défendu et où les Allemands bénéficient de l'appui de chars plus puissants et à plus longue portée de tir. L'attaque est un échec terriblement coûteux pour les commandos.
Après Durrenentzen, le cumul des pertes atteint entre début novembre et le 31 janvier 1944 s'élève à 21 officiers, 17 sous-officiers, 14 caporaux et 51 chasseurs tués.
Le 3 avril, les commandos de France ont franchi le Rhin et participent à la prise de Karlsruhe. À partir de cette ville, les différents commandos seront principalement utilisés en unités séparées rattachées à d'autres, notamment blindés, le commandant d'Astier assurant la liaison. Ils participent alors à une série de combats permettant une avance rapide vers Königsbach puis Pforzheim qui tombent respectivement les 6 et 8 avril.
La prise de Pforzheim, qui permet le passage sur la rive gauche de l'Enz est suivie d'une série de combats en Forêt-Noire : prise de Dennach, Unterotenbad, Waldrennach et Langenbrand.
Regroupés au complet le 20 avril, ils participent à plusieurs combats sur la route du Lac de Constance (Altenburg, Wannweil, Reutlingen et Pfullingen). Il s'agit de dégager la rive droite du lac et de couper la route de l'Autriche aux unités allemandes qui tentent de s'y réfugier.
Le 1er mai, ils participent à l'attaque de Bregenz, solidement défendue, mais qui tombe dans la journée. Les commandos franchissent le Bregenzer Ach, établissent une tête de pont à Wolfurt sur l'autre rive et reprennent la poursuite dans les défilés de l'Arlberg. La progression se poursuivra très rapidement.
Le 7 mai, à l'annonce de la capitulation, le lieutenant-colonel Gambiez, qui veut marquer que le point extrême de l'avancée a été atteint par le groupement de Choc, envoie dix skieurs des Chocs et des commandos au sommet de l'Arlberg pour y planter un immense drapeau français auquel est fixée la banderole des commandos de France et l'étoile noire à croix de Lorraine rouge des corps francs.
A la capitulation, l'état global des pertes des commandos de France est de
- Tués : 134 dont 25 officiers et 26 sous officiers.
- Blessés : 293 dont 30 officiers et 33 sous officiers.
- Disparus: 21

## Traditions

### Insigne

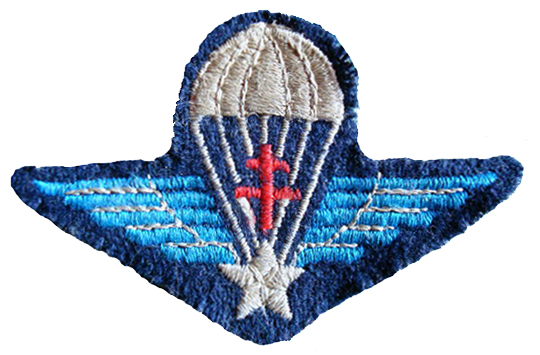
Insigne de poitrine du 2e commando
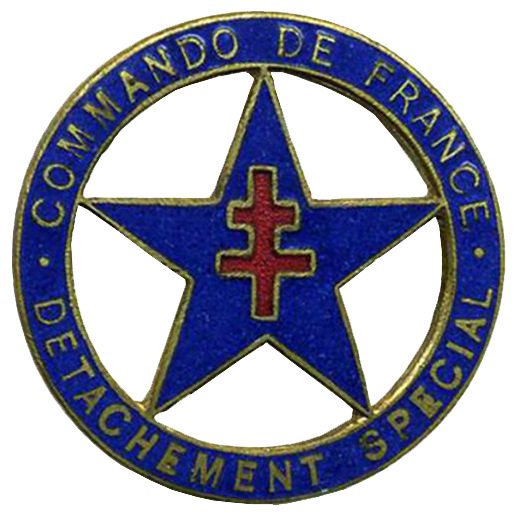
Détachement spécial
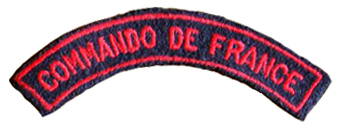
Banane de bras
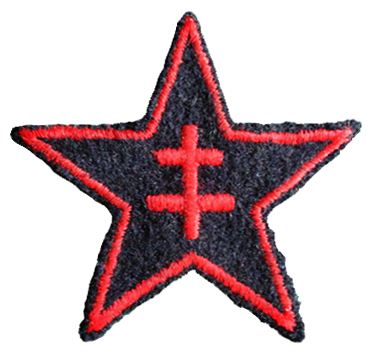
Étoile de bras

### Chant
Marche des commandos.
Musique de Georges de Franck et paroles de Yves de Kermoal.

## Chefs de corps
- Lieutenant-colonel Gambiez
- Commandant Vallon
- Commandant Henri de Foucaucourt
- Commandant Henri d'Astier de La Vigerie

## Faits d'armes faisant particulièrement honneur au bataillon
Le groupe des commandos de France obtient une citation à l'ordre de l'armée dans laquelle sont rappelées les actions du détachement spécial (Pennes-Mirabeau le 23 aout 1944, Lyon, Saint-Rémy et Demigny les 3, 5 et 6 septembre et Dijon le 11 septembre) et celles de l'unité au Haut du Tôt, dans la région de Belfort et de Haute-Alsace (combat d'Essert, d'Étueffont et de Masevaux).
Cette citation, signée par Charles de Gaulle, comporte l'attribution de la Croix de guerre avec palme.

## Personnalités ayant servi au sein du bataillon
- Louis Vallon : chef de corps du commando de France et député de 1951 à 1973.
- René Blanchard : chef de peloton du 2e commando, Compagnon de la Libération.
- Raymond Aubrac : résistant français durant la Seconde Guerre mondiale[5].
- Georges Marchal : comédien.
- Antonio Ortiz Ramírez : anarchiste, commandant de division lors de la guerre d'Espagne.
- Jean-Mathieu Boris.
- Jean-Baptiste Biaggi : il commande le 4e commando en tant que capitaine.
- Alphonse Boudard : écrivain.

## Sources et bibliographie
- Le journal de marche et d'opérations (JMO) du 1er commando de France. Version numérique disponible sur le site du 1er bataillon de choc
- Jean-Marc Lambert, La Grande Marche, éditions Gallimard, 1949.
- Collectif, Histoire des parachutistes français Tomes 1 et 2, éditions Société de production littéraire, 1975.
- Maja Destrem, Les commandos de France - Les volontaires au béret bleu : 1944-1945, éditions Fayard, 1982 -  (ISBN 2-213-01169-9).
- Raymond Muelle, Bataillons de Choc et Commandos de la 1re Armée, des Vosges à l'Allemagne, 1944-45, Presses de la Cité, 1997 -  (ISBN 2-258-04031-0).
- Jean-Mathieu Boris, Combattant de la France Libre, éditions Perrin, 2012 -  (ISBN 978-2-262-04002-4).